# 大切なもの
「大切なもの」（たいせつなもの）は、ロードオブメジャーのインディーズ1枚目のシングル。2002年9月28日にリリースされた。

## 概要
インディーズとしては驚異的なオリコンチャート19週連続TOP10入りし、2000年代以降では最高週数である。累計90万枚（出荷枚数は100万枚突破）の売上を記録した。これは、インディーズとして歴代1位の記録であり、ロードオブメジャー最大のヒットである。
「大切なもの」は1stアルバム『ROAD OF MAJOR』、ベスト・アルバム『GOLDEN ROAD 〜BEST〜』、「はじまりの場所」は、『GOLDEN ROAD 〜BEST〜』に収録されている。
2006年の夏頃、ロードオブメジャーの楽曲がiTunes Store、Moraなどで配信開始された中、「大切なもの」だけ見送られていたが、2007年3月28日から『GOLDEN ROAD 〜BEST〜』と共に配信開始された。

## 収録曲
全編曲：ロードオブメジャー
1. 大切なもの（3:08）[2]
作詞：北川賢一
作曲：北川賢一・近藤信政
MVは、メンバーが知らぬ間に作られていた。
2009年、台湾版マツダ・Mazda3（アクセラ）CMソングに起用。
2. はじまりの場所（3:09）[2]
作詞：北川賢一・上原彰兼
作曲：北川賢一・近藤信政
3. SUN（3:20）[2]
作詞・作曲：ロードオブメジャー

## カバー
大切なもの
- 大河元気 - 2022年7月27日発売のアルバム『[Re:collection] HIT SONG cover series feat.voice actors 〜00's-10's EDITION〜』に収録。